# Jørn Pedersen (Socialdemokraterne)
 Der er flere personer med dette navn, se Jørn Pedersen.
Jørn Pedersen (født 1. oktober 1947, død 21. december 2014) var overlærer og tidligere medlem af Folketinget for Socialdemokratiet
Jørn Pedersen er født i Svostrup Sogn som søn af husmand Peder Pedersen og husmoder Maren Pedersen. Han tog realeksamen 1965 og lærereksamen på Th. Langs Seminarium 1965-70. Derefter har han været lærer samt skole- og ungdomsvejleder. Han har også været tillidsmand i Danmarks Lærerforening 1977-82.
Hans politiske karriere begyndte i DSU, som har var formand for i 1969-72. Senere var han formand for Socialdemokratiet i Silkeborg 1979-90 og medlem af Silkeborg Byråd 1982-91, heraf politisk ordfører 1986-91, formand for udvalget for miljø og planlægning 1986-90 og formand for socialudvalget 1990-91. Han har skrevet jubilæumsbogen »Socialdemokratiet i Silkeborg 1884-1984«, 1984.
Jørn Pedersen var Socialdemokratiets kandidat i Silkeborgkredsen siden 1989. Han blev valgt ind i Folketinget for Århus Amtskreds fra 12. december 1990. I Folketinget var han socialpolitisk ordfører fra 1993 og fra 2001 medlem af Socialudvalget, Boligudvalget, Kommunaludvalget, Trafikudvalget og Udvalget for Grønlandslove. Han blev ikke valgt ved folketingsvalget 8. februar 2005.